# Croix de Léry
La croix de Léry est un monument situé à Léry, en France.

## Localisation
La croix se situe 3 place de l'église.

## Historique
L'édifice, une croix hosannière, est daté de la première moitié du XVIe siècle.
La croix est inscrite comme monument historique depuis le 26 décembre 1927.

## Description
La croix est haute de 3,76 m.